# Москалюк Марія Миколаївна
Марія Миколаївна Москалюк (12 травня 1926, тепер Чернівецької області — ?) — українська радянська діячка, ткаля текстильної фабрики № 3 Чернівецького текстильного комбінату Чернівецької області. Депутат Верховної Ради СРСР 5-го скликання.

## Життєпис
Народилася 12 травня 1926 року. Освіта неповна середня.
З 1944 року — ткаля текстильної фабрики № 3 Чернівецького текстильного комбінату Чернівецької області.
Член КПРС.
Потім — на пенсії в місті Чернівцях.

## Нагороди
- орден Трудового Червоного Прапора (7.03.1960)
- медалі